# Castellazzo Bormida
Castellazzo Bormida (Ël Castlass trong tiếng Piedmonte, và Castlass an Burmia hoặc Castlas an Burmia) là một đô thị ở tỉnh Alessandria trong vùng Piedmont của Italia, có vị trí cách khoảng 70 km về phía đông nam của Torino và khoảng 8 km về phía tây nam của Alessandria. Vào 31 tháng 7 2007, đô thị này có dân số 4.636 người và diện tích là 45,1 km².
Đô thị Castellazzo Bormida có các frazione (subdivision) Fontanasse.
Castellazzo Bormida giáp các đô thị: Alessandria, Borgoratto Alessandrino, Casal Cermelli, Castelspina, Frascaro, Frugarolo, Gamalero, Oviglio, và Predosa.